# Коротков, Геннадий Петрович
Геннадий Петрович Коротков (6 [18] августа 1898, Гаврилов-Ям, Ярославская губерния — 23 ноября 1982, Воронеж) — советский военный деятель, генерал-лейтенант (16 октября 1943).

## Начальная биография
Геннадий Петрович Коротков родился 6 (18) августа 1898 года в селе Гаврилов-Ям, ныне городе Гаврилов-Ямского района Ярославской области.
С декабря 1914 года работал рассыльным на ткацкой фабрике Локалова в Гавриловом-Яме, а с декабря 1915 года — чернорабочим на фабриках Масленникова и Кузнецова в Ярославле.

## Военная служба

### Первая мировая и гражданская войны
В августе 1916 года призван в ряды Русской императорской армии и направлен в 203-й пехотный запасной полк, дислоцированный в Орле, где в том же году окончил учебную команду, после чего назначен на должность командира взвода этого полка. Дослужился до чина старшего унтер-офицера.
В октябре 1917 года вступил в ряды Мценского красногвардейского отряда, где был назначен на должность командира взвода, после чего принимал участие в разоружении юнкеров и кадетов в Орле. В феврале 1918 года отряд преобразован в 1-й красногвардейский советский полк. Тогда же Коротков направлен на учёбу на инструкторские курсы в Ярославле, после окончания которых оставлен на этих же курсах с целью переподготовки офицеров старой армии, после чего в июле участвовал в подавлении Ярославского восстания, а затем — в боевых действиях против бандформирований под командованием Сотникова.
В августе 1918 года Коротков направлен в 7-й Ярославский полк, в составе которого с декабря того же года принимал участие в боевых действиях на Северо-Западном фронте, находясь на должностях командира взвода и роты.
В апреле 1919 года направлен на учёбу на Новгородские пехотные курсы краскомов, в составе которых два раза принимал участие в боевых действиях на Петроградском фронте против войск под командованием генерала Н. Н. Юденича в районах Стрельна, Лигово, Гатчина, Пулково и Ямбург. После окончания курсов в октябре 1919 года Г. П. Коротков направлен в 7-й Ярославский полк, в составе которого, находясь на должностях командира взвода и роты курсантов участвовал в боях на Южный фронт против войск под командованием генерала П. Н. Врангеля. В районе Токмака попал в плен, однако через 23 дней смог бежать.
С июля 1920 года служил на должностях командира роты и батальона в составе 337-го стрелкового полка (42-я стрелковая дивизия) и принимал участие в боевых действиях против дашнаков в Закавказье и вооруженных формирований под командованием Н. И. Махно на Украине. В том же году в районе Андреевки был пленен махновцами, откуда через два дня бежал.

### Межвоенное время
В марте 1921 года назначен на должность командира роты в составе 126-го полка резерва комсостава, дислоцированного в Моздоке. После расформирования полка переведён на эту же должность в 21-й стрелковый полк (20-я Пензенская стрелковая дивизия), дислоцированный в станице Прохладная. В ноябре того же года Коротков направлен на учёбу в Киевскую объединённую высшую военную школу, после окончания которых в августе 1923 года направлен в 5-ю Киевскую пехотную школу, где служил на должностях командира взвода, помощника командира роты, начальника пулемётной команды и командира роты курсантов.
После окончания пулемётных курсов в декабре 1926 года назначен на должность помощника командира батальона в составе 21-го стрелкового полка (7-я Черниговская стрелковая дивизия, Украинский военный округ), дислоцированного в Ромнах.
В январе 1929 года переведён в Среднеазиатский военный округ, где был назначен командиром батальона в составе 7-го Туркестанского горнострелкового полка (3-я Туркестанская стрелковая дивизия), дислоцированного в Чарджоу. В ноябре 1931 года назначен на должность начальника полковой школы 15-го горнострелкового полка в Термезе, однако уже в декабре того же года переведён в 3-й горнострелковый полк в составе 1-й горнострелковой дивизии, дислоцированной в Ашхабаде, где был назначен на должность начальника боепитания полка, а в апреле 1933 года — на должность начальника штаба полка. В период с февраля по июнь 1936 года учился на курсах «Выстрел», после окончания которых вернулся на прежнюю должность. С июля 1937 года служил в штабе Среднеазиатского военного округа на должностях начальника учебной части курсов усовершенствования командного состава запаса округа и помощника начальника 2-го отдела.
В октябре 1938 года направлен на учёбу на курсы усовершенствования высшего начальствующего состава при Академии Генштаба РККА, после окончания которых в мае 1939 года назначен на должность командира 150-го горнострелкового полка (83-я горнострелковая дивизия, Среднеазиатский военный округ), в мае 1940 года — на должность заместителя командира 194-й стрелковой дивизии, а 14 марта 1941 года — на должность командира формировавшейся в Семипалатинскее 238-й стрелковой дивизии.

### Великая Отечественная война
С началом войны находился на прежней должности.
В августе 1941 года дивизия была передислоцирована в район Ашхабада, а в октябре — в район Тулы, в районе которой вела оборонительные боевые действия, а в декабре во время контрнаступления под Москвой наступала по направлению на Кондрово и Малоярославец, в результате чего 17 декабря освободила город Алексин.
С мая 1942 года исполнял должность начальника штаба 49-й армии, а 10 июня назначен командиром 5-го гвардейского стрелкового корпуса, который вёл оборонительные и наступательные боевые действия на реке Жиздра юго-западнее города Сухиничи.
14 октября 1942 года назначен командующим 53-й армией, которая вела боевые действия против 16-й армии противника на Демянском плацдарме.
30 января 1943 года генерал-лейтенант Г. П. Коротков назначен на должность командующего 1-й ударной армией, которая вскоре принимала участие в боевых действиях в ходе Демянской и Старорусской наступательных операций, в результате которых был ликвидирован демянский плацдарм противника. В последующем армия под командованием Короткова перешла к обороне в районе Старой Руссы, а в январе — феврале 1944 года участвовала в боевых действиях в ходе Ленинградско-Новгородской операции.
1 апреля 1944 года назначен командующим 22-й армией, которая вскоре принимала участие в боевых действиях в ходе Режицко-Двинской, Мадонской и Рижской наступательных операций и затем — против курляндской группировки противника.

### Послевоенная карьера
После окончания войны находился на прежней должности в составе Южной группы войск.
С сентября 1945 года находился в распоряжении Главного управления кадров НКО и в ноябре того же года назначен на должность командира 27-го гвардейского стрелкового корпуса, который в январе 1946 года был включён в состав Киевского военного округа. 19 февраля 1947 года Коротков назначен командующим 25-й армией (Приморский военный округ), дислоцированной на территории современной Северной Кореи.
20 апреля 1948 года направлен на учёбу Высшие академические курсы при Высшей военной академии имени К. Е. Ворошилова, после окончания которых в мае 1949 года назначен на должность начальника штаба — 1-го заместителя командующего войсками Воронежского военного округа, а с февраля 1955 года служил на должностях заместителя главного военного советника и старшего военного советника начальника Генштаба Чехословацкой народной армии.
С июля 1958 года генерал-лейтенант Геннадий Петрович Коротков состоял в распоряжении главкома Сухопутных войск и 5 ноября того же года вышел в запас. Умер 23 ноября 1982 года в Воронеже.

## Воинские звания
- Генерал-майор (3 мая 1942 года);
- Генерал-лейтенант (16 октября 1943 года).

## Награды
- Два ордена Ленина (02.01.1942, 21.02.1945);
- Четыре ордена Красного Знамени (в том числе 17.04.1943, 03.11.1944, 1949);
- Два ордена Кутузова 1-й степени (30.07.1944, 29.06.1945);
- Медали;
- Награды иностранных государств.

Почётные звания:
- Почётный гражданин города Алексина (6 мая 1965 года; «за заслуги по освобождению города Алексина от немецко-фашистских захватчиков и в связи с 20-летием победы советского народа в Великой Отечественной войне над фашистской Германией»).